# Polla (bướm đêm)
Polla (bướm đêm) là một chi bướm đêm thuộc họ Geometridae.

## Hình ảnh

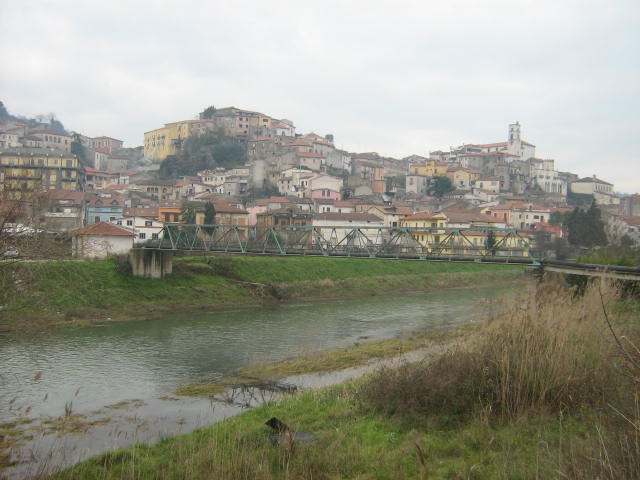
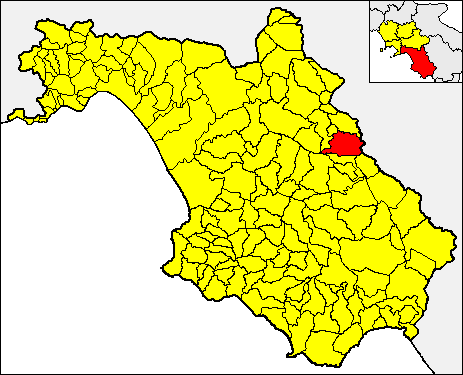
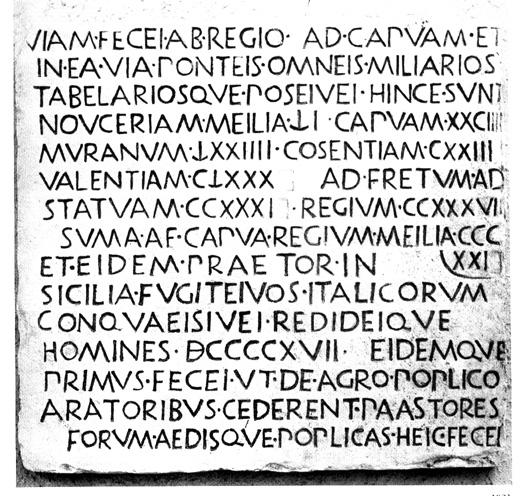